# Unleash the Beast
Unleash the Beast is het dertiende album van de Britse band Saxon, uitgebracht in 1997 door CMC International. Doug Scarrat verving gitarist Graham Oliver, die al sinds het begin bij Saxon speelde.

## Nummers
1. Gothic Dreams – 1:33
2. Unleash the Beast – 5:16
3. Terminal Velocity – 4:43
4. Circle of Light – 5:26
5. The Thin Red Line – 6:20
6. Ministry of Fools – 4:29
7. The Preacher – 4:55
8. Bloodletter – 5:31
9. Cut Out the Disease – 5:23
10. Absent Friends – 4:54
11. All Hell Breaking Loose – 4:31

## Bezetting
- Biff Byford - zang
- Doug Scarrat - gitaar
- Paul Quinn - gitaar
- Nibbs Carter - basgitaar
- Nigel Glockler - drums